# Dorit Orgad

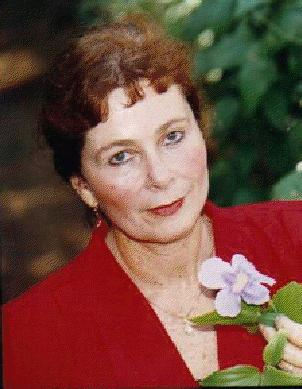
Dorit Orgad (2013)

Dorit Orgad (hebräisch דורית אורגד; geboren 5. Oktober 1936 in Breslau, Deutsches Reich) ist eine israelische Schriftstellerin.

## Leben
Dorit Orgad wurde 1936, zur Zeit des Nationalsozialismus, in Breslau geboren, kam 1939 vor Ausbruch des Zweiten Weltkriegs als kleines Kind ins Völkerbundsmandatsgebiet Palästina und wuchs in Netanja auf. Sie studierte Wirtschaftswissenschaften und Soziologie an der Hebräischen Universität Jerusalem und erlangte an der Bar-Ilan-Universität einen Abschluss als Ph.D. in Jüdischer Philosophie. Sie arbeitete zunächst als Lehrerin, dann als Journalistin und Schriftstellerin und lehrte an verschiedenen Schulen und Institutionen, darunter dem Levinsky College of Education; seit 1969 lehrte sie Philosophie an der Bar-Ilan-Universität.
Orgad befasst sich in ihren Jugendbüchern vor allem mit historischen Themen sowie mit zwischenmenschlichen Beziehungen zwischen Juden und Nichtjuden; außerdem schreibt sie noch Tiergeschichten. Orgad hat drei Bücher für Erwachsene und 70 Kinder- und Jugendbücher publiziert. In elf Sprachen erschienen Bücher von ihr. Mehrere ihrer Bücher wurden für das Fernsehen oder das Theater adaptiert.

### Einzelne Werke
Hauptperson des Buches Der Junge aus Sevilla ist Manuel Nunez, der als Marrane im 17. Jahrhundert in der spanischen Stadt Sevilla lebt. Im Alter von 13 Jahren erfährt er das Familiengeheimnis, dass die Familie jüdisch ist und die anderen Familienmitglieder als Kryptojuden verbotenerweise im Geheimen die jüdischen Riten praktizieren. Wenn ihr Geheimnis verraten würde, würde die Familie von der Spanischen Inquisition streng verfolgt. So lebt die offiziell christliche Familie ein Doppelleben in ständiger Angst vor Denunziation. Als sich Manuel in Violante verliebt, deren Schwester als Hexe verdächtigt wird, kommt die Familie ins Blickfeld der Inquisition. Schließlich gelingt es der Familie, per Schiff nach Amsterdam zu fliehen.
Im Buch An einen neuen Ort muss der Junge Joav mit seiner Familie von einer Stadt bei Tel Aviv in eine kleine, neu gegründete Stadt in der Wüste Negev umziehen. Joav, der seine gewohnte Umgebung, seine Schule und seinen Freund verlassen muss, zieht sich nun von allen zurück und nimmt nicht am neuen Leben teil. Er läuft von zu Hause weg und lernt das Leben der Beduinen kennen. Schließlich lernt er, die Gegebenheiten zu akzeptieren.

## Auszeichnungen (Auswahl)
- 1981: Lamdan Prize
- 1982: Ashman Prize für Kinderkurzgeschichten
- 1984: Adrian Tomas Prize der Universität Haifa für Kinderliteratur für das Buch An einen neuen Ort
- 1987: Ze’ev Prize
- 1987: Bernstein Prize des Education Department der Universität Haifa
- 2000: Hadassah & Haifa Foundation Prize
- 2001: Yad Vashem Award
- 2006: italienischer Premio Verghereto für das beste Kinderbuch des Jahres für die englische Ausgabe von Der Junge aus Sevilla
- 2007: Ministry of Culture Prize
- 2012: Public Libraries Award
- 2017: Devorah Omer Prize für Buch Yuri Breaks his Silence

## Werke in deutscher Übersetzung
- Der Junge aus Sevilla. Aus dem Hebr. von Iris Elkabets-Rosen, Alibaba Verlag, Frankfurt am Main 1992. Als Taschenbuch: Dt. Taschenbuch-Verlag, München 1994
- An einen neuen Ort. Aus dem Hebr. von Iris Elkabets-Rosen, Alibaba Verlag, Frankfurt am Main 1993
- Der andere Sohn. Aus dem Hebr. von Iris Elkabets-Rosen, Alibaba Verlag, Frankfurt am Main 1994
- Der Spion in der Wüste. Aus dem Hebr. von Mirjam Pressler, Alibaba Verlag, Frankfurt am Main 1995